# Machiavellisme (politiek)

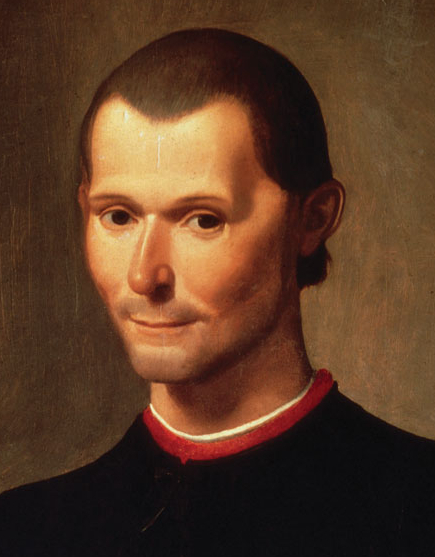
Niccolò Machiavelli

Machiavellisme is de politieke theorie die stelt dat alles is toegestaan voor het verwerven of behouden van macht, onafhankelijk van recht en moraal. De naam verwijst naar de Italiaanse politicus en filosoof Niccolò Machiavelli die in zijn geschriften, met name in De vorst, dergelijk politiek handelen beschrijft. De term machiavellisme is doorgaans negatief beladen. Tegenover het machiavellisme staat het anti-machiavellisme. 
Behalve in de staatkunde wordt de term ook gebruikt in de psychologie. Het psychologisch machiavellisme vormt daar met psychopathie en narcisme de duistere drie.

## Staatkunde
Hoewel Machiavelli lange tijd als auteur van het machiavellisme werd gezien, probeert hij in zijn werk het staatsmanschap wetenschappelijk te benaderen en baseert hij zich onder meer op zijn ervaringen als diplomaat. Hij wordt als grondlegger van de moderne politieke wetenschappen gezien. Het naar hem vernoemde machiavellisme wordt daarentegen veelal als synoniem voor een meedogenloze, het-doel-heiligt-de-middelen-stijl van handelen gebruikt, zowel binnen als buiten de politiek.